# П'ятина
П'ятина — адміністративно-територіальна одиниця («п'ята частина землі»), яка застосовувалася в різних слов'янських державах з глибокої давнини, зокрема, у Новгородській державі. П'ятини Новгородської землі: Водська (на північ від Новгорода, навколо Ладозького озера), Обонезька (на північ від Новгорода, навколо Онезького озера до Білого моря), Деревська (від озера Ільменя на схід до річки Ловать), Бежецька (від Деревської п'ятини на схід до річки Мста), Шелонська (на південний захід від Ільменя, між Ловаттю і Лугою). Скасовані 1775 року.

П'ятини Новгородської землі
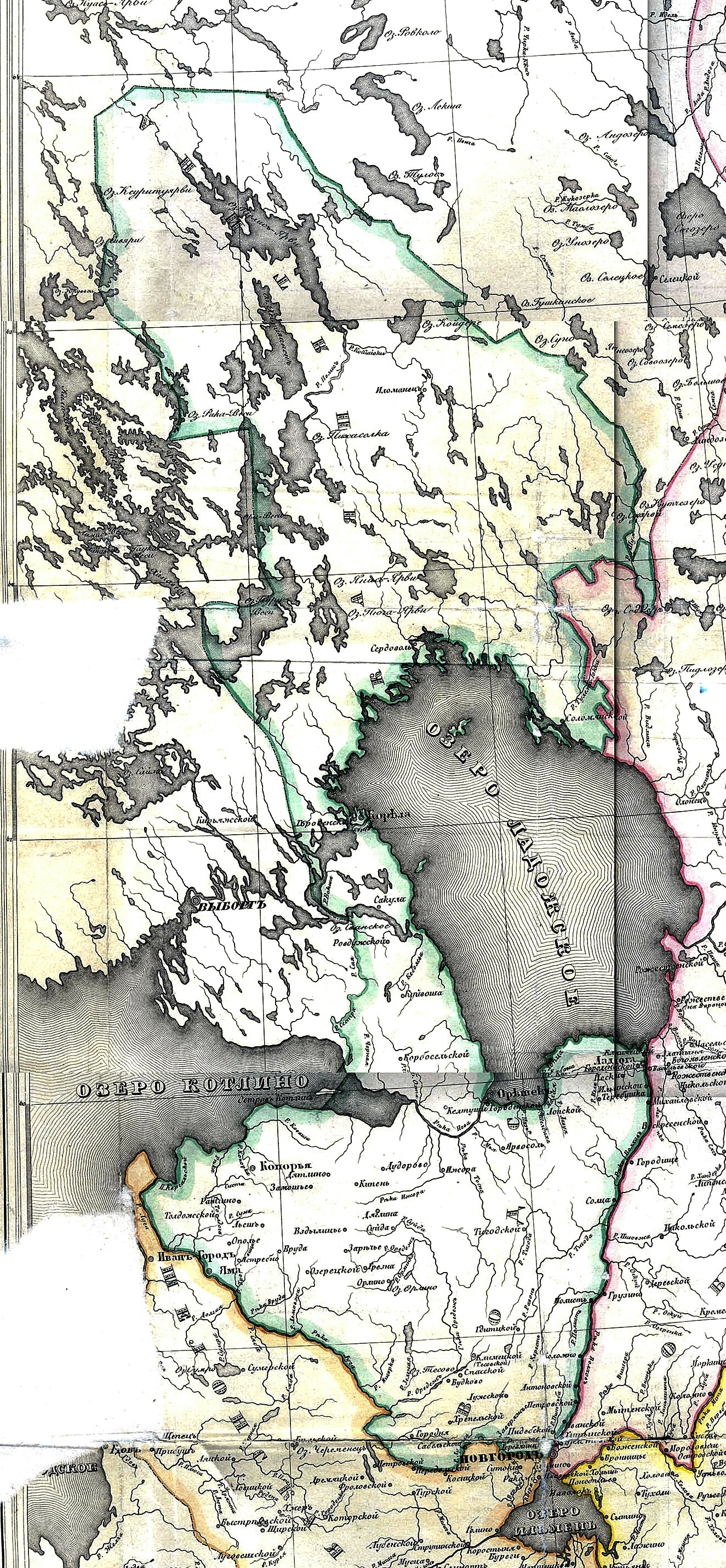
Водська
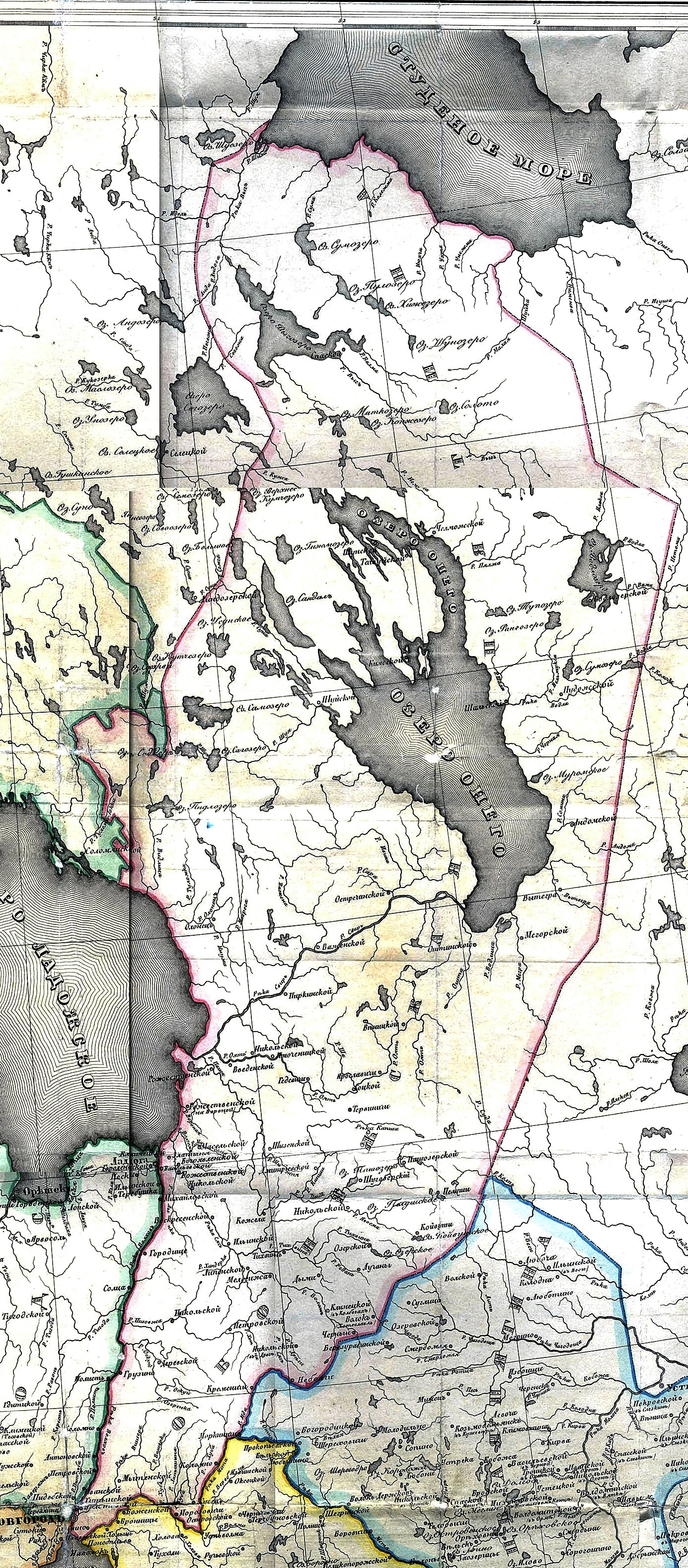
Обонезька
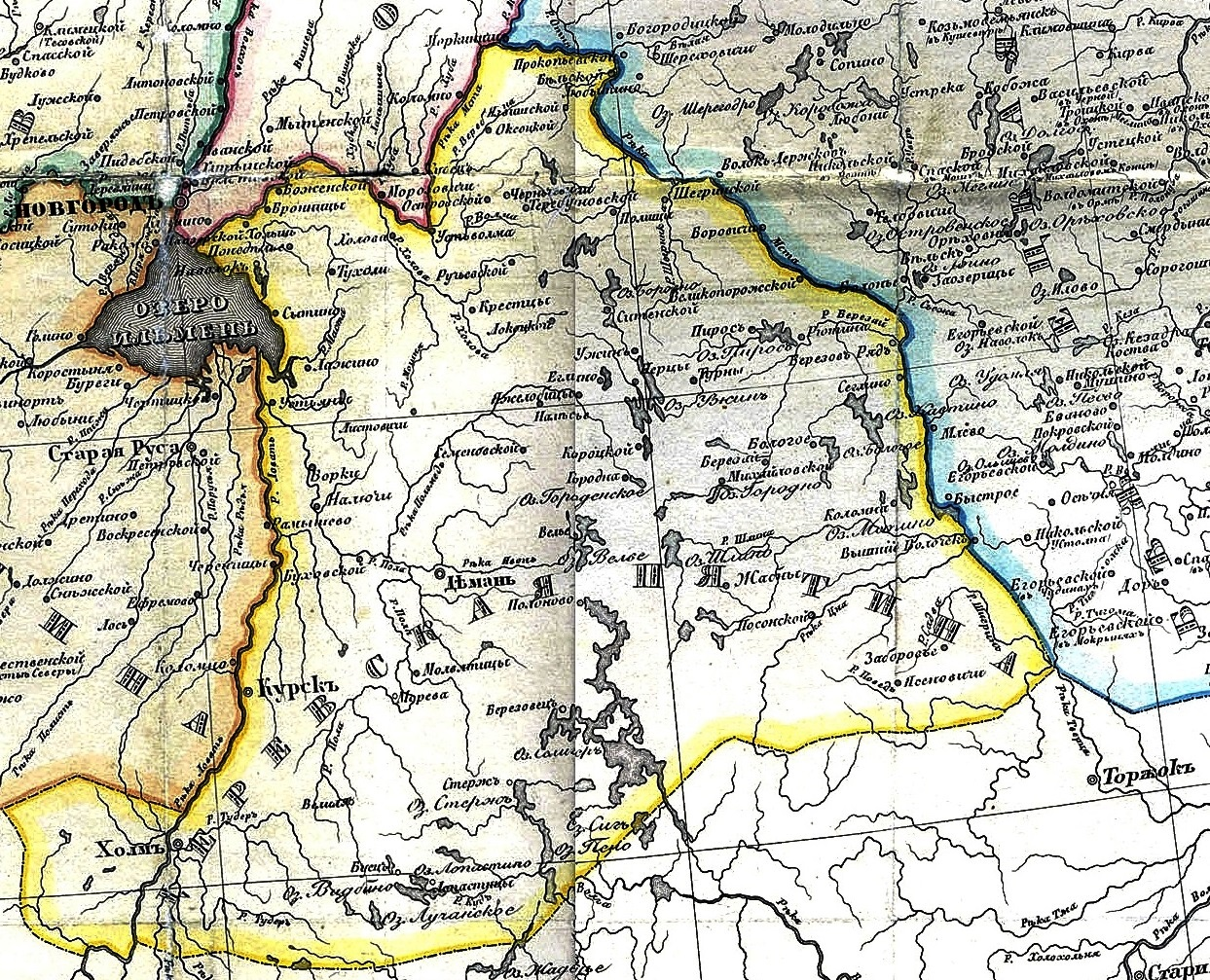
Деревська
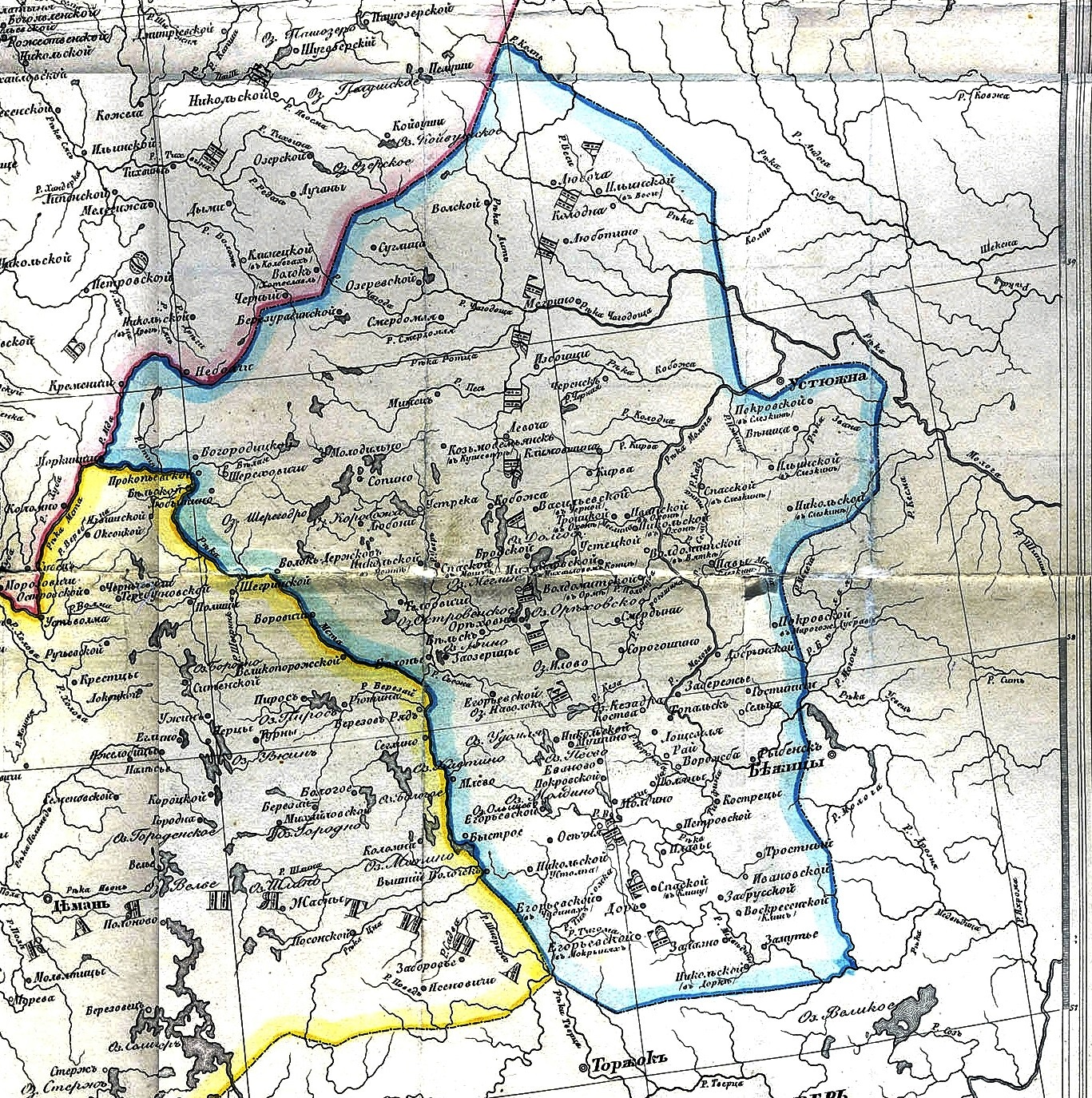
Бежецька
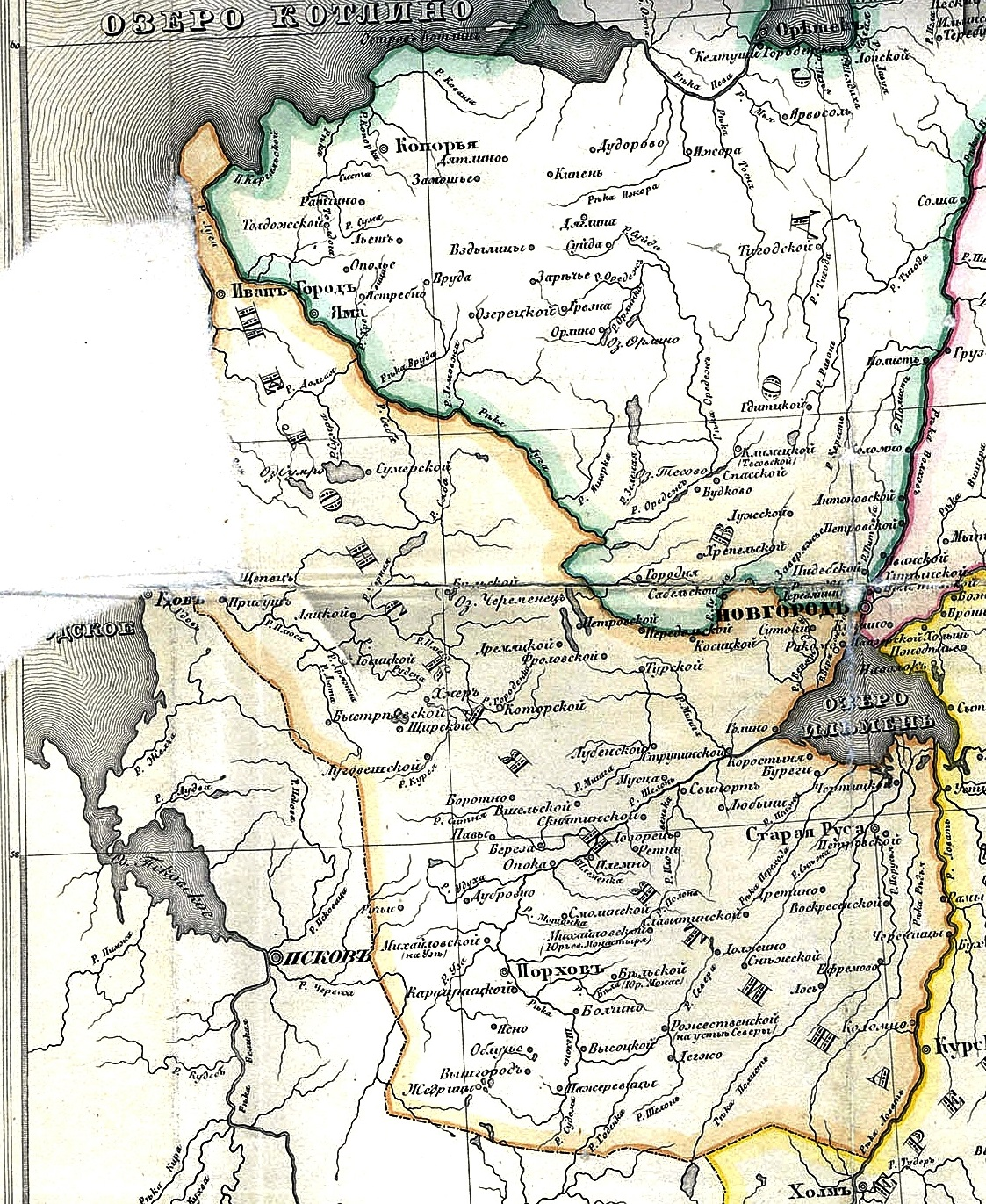
Шелонська